# 封锁区

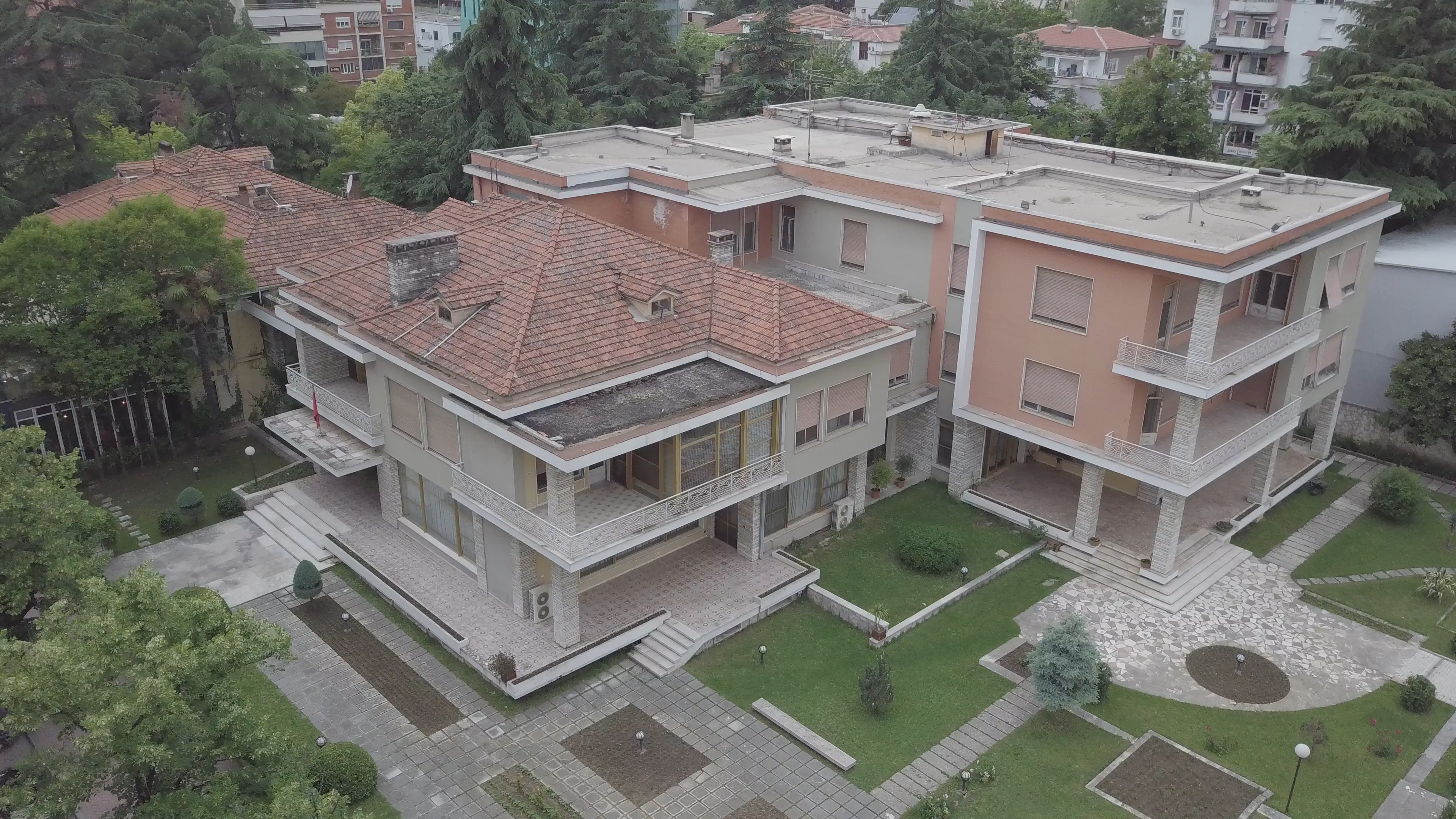
恩维尔·霍查的故居，目前已成為藝術館

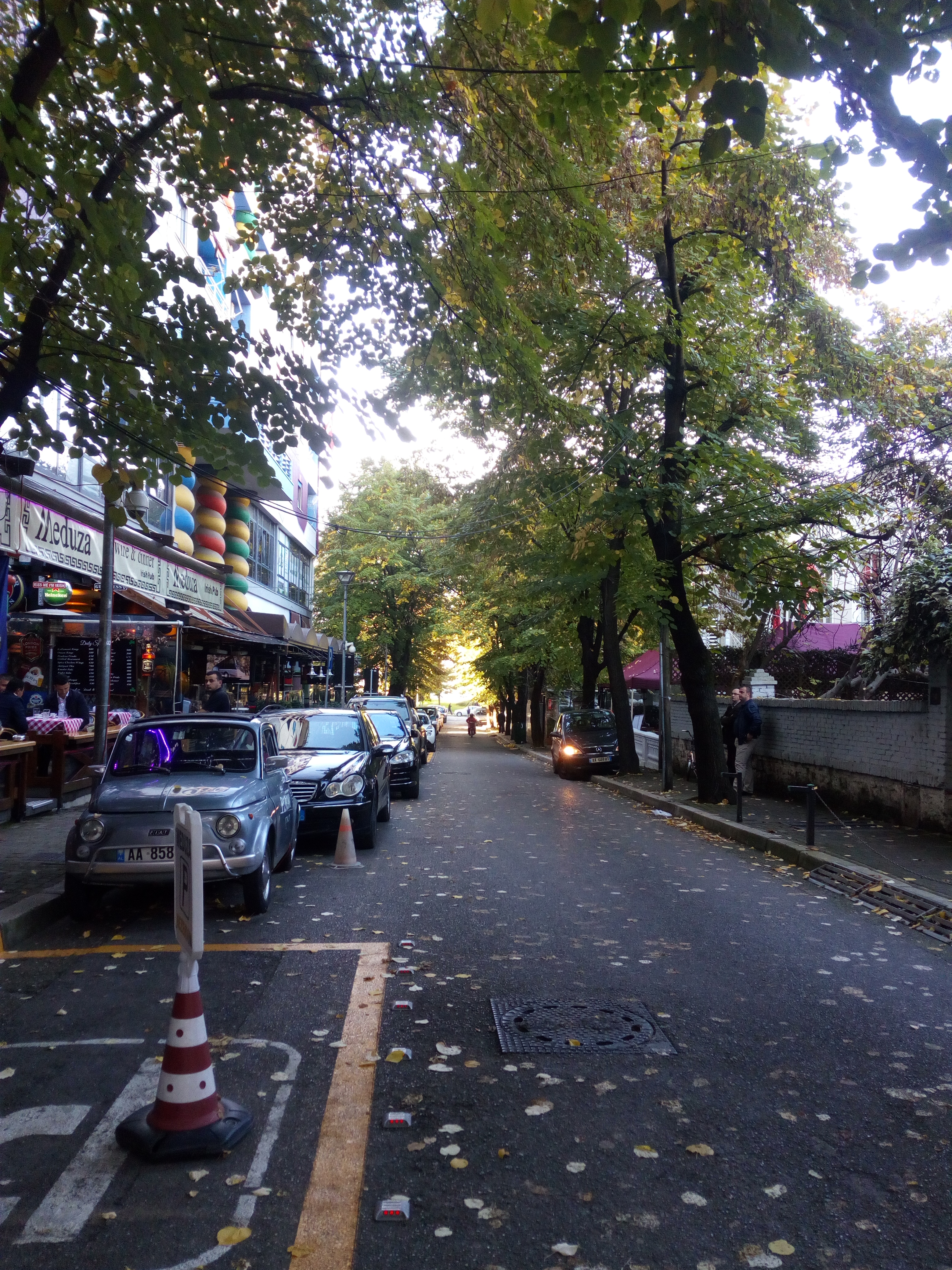
封锁区中的穆斯塔法·马托希提街

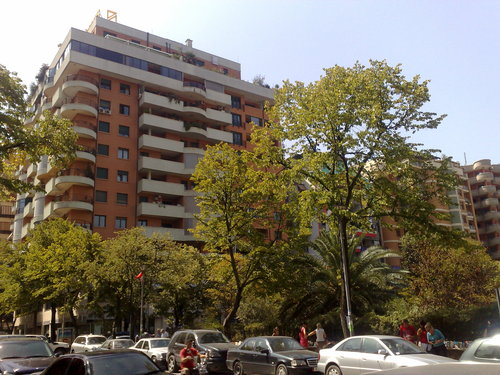
1991年以来的封锁区

封锁区是阿尔巴尼亚地拉那的一个高档街区，以其精品店、商店、餐馆、时尚酒吧、酒馆和咖啡馆而广为人知，是一个热门的娱乐目的地。该街区是地拉那西南部“新地拉那”社区的一部分。在夏季高峰期，许多时尚酒吧会迁移至阿尔巴尼亚海岸线。
在1991年阿尔巴尼亚劳动党政权瓦解后不久，特別是自從1997年阿爾巴尼亞內戰結束後，该街区变得非常热闹，成為了阿爾巴尼亞年青人和較富裕的阿爾巴尼亞國民假日娛樂消閒好地方，並開設了多間酒吧、夜總會、高檔食肆，因为在社会主义时期，这里是阿尔巴尼亚劳动党中央政治局委员的封闭住宅区，普通阿尔巴尼亚人被禁止进入，大多数地图都没有标注该街区。在这里，至今仍能找到阿尔巴尼亚劳动党领袖恩维尔·霍查的故居。
自阿尔巴尼亚劳动党政权瓦解以来，该街区发展迅速，兴建了许多新的高档公寓，被称为“阿尔巴尼亚年轻精英的游乐场”。
该街区是一个非常小、适合步行的社区，从地拉那的不同地方都很容易到达。从地拉那市中心（斯坎德培廣場一帶）到该街区的入口仅需步行10至15分钟。
阿尔巴尼亚的第一家国际连锁快餐店肯德基在该街区和地拉那东门开设。